# Stazione di Susaek
La stazione di Susaek (수색역 - 水色驛, Susaeng-nyeok ) è una stazione ferroviaria di Seul in Corea del Sud. Presso la stazione passano i treni del servizio suburbano della linea Gyeongui, e transitano, senza fermata, i treni KTX provenienti o diretti dalla/alla linea AREX.

## Linee e servizi
Korail
■ Linea Gyeongui (Codice: K317)

## Struttura
La stazione è dotata di due marciapiedi a isola e due laterali, per un totale di sei binari passanti. Il fabbricato viaggiatori, rinnovato nel 2009, è realizzato a ponte, sopra il piano del ferro, e unito
| 1   | ■ Linea Gyeongui         | per Digital Media City, Sinchon e Seul             |
| 2   | ■ Linea Gyeongui         | per Ilsan, Daegok e Munsan provenienti da Seul     |
| 3-4 | ■ Linea Gyeongui/Yongsan | per Digital Media City, Gongdeok e Yongsan         |
| 5-6 | ■ Linea Gyeongui         | per Ilsan, Daegok e Munsan provenienti da Gongdeok |

## Stazioni adiacenti
| «                               | Servizio       | »              |
| Linea Gyeongui                  | Linea Gyeongui | Linea Gyeongui |
| ------------------------------- | -------------- | -------------- |
| Digital Media City              | Locale         | Hwajeon        |
| L'espresso A/B/Daegok non ferma |                |                |